# Un ángel para tu soledad
«Un ángel para tu soledad» es una canción del grupo musical de Argentina Patricio Rey y sus Redonditos de Ricota, incluida en el sexto álbum de estudio Lobo suelto, cordero atado, vol. 1 del año 1993. Es una de las canciones más famosas del grupo, considerada un clásico de rock nacional argentino. Esta canción fue el cierre del último concierto del grupo el 4 de agosto de 2001 en el Estadio Mario Alberto Kempes, que luego terminarían oficializando la separación del grupo el 2 de noviembre del mismo año.